# CE Mallorca - CE Constància (20 maig 1945)
El 20 de maig de 1945, el CE Mallorca (actualment, RCD Mallorca) i el CE Constància jugaren el partit corresponent a la darrera jornada de la temporada 1944-45 de la Segona Divisió Espanyola. Amb la victòria del Mallorca per 2-0, el Mallorca certificà la permanència, mentre que el Constància es veié forçat a jugar la promoció de permanència amb el Còrdova CF, que suposaria el descens a la Tercera Divisió.
El partit va estar farcit de polèmica, en part motivada per la gran rivalitat que hi havia els dos clubs d'ençà dels anys vint (i que continuaria fins als anys seixanta). A més, l'actuació de l'àrbitre, Agustí Cruellas, provocà un enorme malestar entre els inquers, que denunciaren el pes de les decisions arbitrals en el resultat del partit fins a acusar els alfonsins d'haver-lo comprat. El partit acabà amb un gran avalot entre les dues aficions, i els aficionats constanciers recordaren la contesa durant dècades com un gran greuge històric contra el seu equip, atès que suposà un canvi en l'hegemonia del futbol mallorquí: si, d'ençà de la Guerra, el Constància sempre havia estat l'equip amb millors resultats de l'illa, a partir de llavors l'equip més dominant passà a ser el Mallorca.
Aquest partit és l'encontre a què es refereix el popular mem aparegut a l'APM? i protagonitzat per la coneguda aficionada constanciera Bel Gual «Rabassona», en què critica molt durament el Mallorca pels greuges patits esdevenguts en aquest partit (per bé que en el vídeo es confon amb la promoció d'ascens a Primera que el Constància jugà l'any anterior contra el Deportivo de la Corunya).

## Antecedents

### Història
Fundat el 1916 com a Alfons XIII FC per membres de les classes benestants de l'illa, el Mallorca havia dominat el futbol mallorquí als anys vint, però els anys trenta començà a tenir la competitivitat del Constància. El Constància havia estat fundat el 1922 a Inca i, igual que el Balears FC, era integrat principalment per futbolistes i aficionats de classe obrera (llavors, Inca tenia un teixit industrial força potent). Després de la Guerra, el Constància va accentuar la seva bona tendència i, de les cinc temporades següents, en disputà quatre a Segona Divisió, mentre que el Mallorca solament n'hi disputà una. De fet, mentre que, la temporada 1944/45, el Mallorca venia d'ascendir de Tercera, el Constància venia de tocar l'ascens a Primera, després de perdre la promoció d'ascens amb el Deportivo de la Corunya.

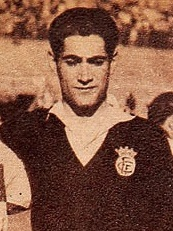
El porter del Mallorca en aquell partit era Antoni Ramallets.

Malgrat que la rivalitat principal del Mallorca era amb el Balears, amb el qual compartia ciutat, la diferència en l'extracció social dels aficionats i la competitivitat esportiva que havia sorgit entre els dos clubs arran del fet que eren els equips dominants de l'illa va anar forjant una rivalitat intensa. Els partits entre el Constància i el Mallorca eren, doncs, enfrontaments de gran enemistat. De fet, dos anys abans, el juny de 1943, en un amistós entre els dos equips es produí una batalla campal que obligà l'àrbitre a suspendre el partit; aquells aldarulls resultaren amb sancions econòmiques importants per tots dos clubs, com també per diversos jugadors i els entrenadors dels dos equips, que també patiren suspensions de diversos mesos sense competir.

### La temporada
La temporada 1944/45 no fou bona per cap dels dos equips. El Constància, que venia de perdre l'eliminatòria d'ascens a Primera la temporada anterior, havia tornat a confeccionar la plantilla per assolir l'ascens, però els resultats no havien estat bons i havia rondat les darreres places durant tot el curs. El Mallorca, per la seva banda, venia d'aconseguir l'ascens de Tercera, i aspirava simplement a la permanència. Tots dos equips arribaren a la darrera jornada amb la permanència encara per tancar, juntament amb la Cultural Leonesa i la SD Ceuta: es jugaven una plaça de descens directe, una de promoció de descens i dues de salvació. Mentre que la Cultural s'enfrontava al Celta (que es jugava l'ascens) i el Ceuta, al Saragossa (ja salvat), el Mallorca i el Constància s'enfrontaven entre ells. El Mallorca anava dos punts per darrere: per superar el Constància i evitar el descens directe, havia de guanyar, com a mínim, per dos gols de diferència.

## Partit
El partit corresponia a la darrera (26a) jornada de la temporada, i fou disputat el 20 de maig de 1945 al camp de Bons Aires, mesos abans de la inauguració del camp del Fortí. L'àrbitre designat pel partit fou el barceloní Agustí Cruella i Tena (conegut a les fonts mallorquines com a Cruellas), que havia estat futbolista del FC Espanya de Gràcia la dècada de 1910 i havia debutat el 1929 com a àrbitre professional. L'estadi era ple a vessar, per tal com el partit havia generat una gran expectació.

### Resum
El partit començà amb la iniciativa del Mallorca, que necessitava dos gols per assolir la salvació. Al minut 10, es produí el primer incident de partit: en un xoc contra l'alfonsí Pocoví, l'inquer París patí una commoció cerebral i hagué d'abandonar el partit; com que, llavors, no existien les substitucions, el Constància hagué de jugar tot el partit amb deu jugadors. El Constància, però, no es feu enrere, i minuts més tard arribà la primera gran polèmica del partit: Vergara marcà d'un xut però Cruellas l'anul·là per fora de joc posicional de Garcia i Ostolaza. Més endavant, al minut 29, Pocoví marcà pel Mallorca, i amb aquest resultat s'arribà al descans.
Després de la mitja part, el Constància aconseguí dominar el joc, i fins i tot arribà a marcar l'empat; però, de nou, Cruellas anul·là el gol per fora de joc de Garcia. Finalment, al minut 89, el mallorquinista Albella marcà el segon gol, que situava el Mallorca per davant de la classificació.

### Detalls
| CE Mallorca              | 2-0 | CE Constància |
| ------------------------ | --- | ------------- |
| Pocoví 20' · Albella 89' |     |               |

| Mallorca | Constància |

| Mallorca:    |  |                 |     |
|              |  |                 |     |
| POR          |  | Ramallets       |     |
| DEF          |  | Mateu           |     |
| DEF          |  | Módol           |     |
| DEF          |  | Mesquida        |     |
| MIG          |  | Grech           |     |
| MIG          |  | Rancel (es)     | 76' |
| DAV          |  | Giraldós (es)   |     |
| DAV          |  | González Prieto |     |
| DAV          |  | Albella         | 29' |
| DAV          |  | Felipe (en)     |     |
| DAV          |  | Pocoví          | 89' |
| Entrenador:  |  |                 |     |
| Tomás Castro |  |                 |     |

| Constància:        |  |             |                   |
|                    |  |             |                   |
| POR                |  | Company     |                   |
| DEF                |  | Navarro     |                   |
| DEF                |  | Salas (es)  |                   |
| DEF                |  | Germán (es) |                   |
| MIG                |  | Garcia      |                   |
| MIG                |  | París       | Plantilla:Injured |
| DAV                |  | Quetglas    |                   |
| DAV                |  | Mendoza     |                   |
| DAV                |  | Ostolaza    |                   |
| DAV                |  | Vergara     |                   |
| DAV                |  | Espada      |                   |
| Entrenador:        |  |             |                   |
| Esteve Platkó (en) |  |             |                   |

## Conseqüències
Acabat el partit, es produí un enfrontament violent molt considerable entre els aficionats dels dos equips, per causa del qual la policia va haver d'intervenir.
Atesa la victòria del Ceuta i la derrota de la Cultural Leonesa, el Mallorca certificà la permanència a la Segona Divisió, mentre que el Constància es veié abocat a disputar una eliminatòria a Madrid amb el Còrdova CF, campió del seu grup de Tercera. Tot i posar-se 0-2 en el marcador, l'equip cordobès remuntà i el Constància descendí a Tercera Divisió després de quatre temporades a Segona.
Aquest desenllaç trencà l'hegemonia mallorquina del Constància en el futbol estatal espanyol, atès que, fins llavors, havia estat sempre l'equip punter d'entre els mallorquins. El Constància entrà en crisi econòmica, que el portà fins i tot a renunciar a competir l'any 1951, i no tornà a Segona Divisió fins al 1962. El Mallorca, per la seva banda, es mantengué quatre anys a Segona i, després d'un any a Tercera, retornà cinc anys més a Segona, esdevenint, de tal manera, l'equip amb millors resultats de tot el futbol Mallorquí. L'hegemonia culminaria el 1960, amb el primer (i encara ara únic) ascens a Primera per part d'un equip mallorquí. No fou, però, fins als anys vuitanta que, després d'una dècada tortuosa per Tercera i Segona B, el Mallorca consolidaria definitivament la seva hegemonia com a principal club de l'illa en termes esportius.